# Satyrus blomi
Satyrus blomi är en fjärilsart som beskrevs av Oehmig 1978. Satyrus blomi ingår i släktet Satyrus och familjen praktfjärilar. Inga underarter finns listade.